# Sumio Endo
Sumio Endo, född den 3 oktober 1950 i Koriyama, Japan, är en japansk judoutövare.
Han tog OS-brons i herrarnas tungvikt i samband med de olympiska judotävlingarna 1976 i Montréal.